# Passiflora sphaerocarpa
Passiflora sphaerocarpa är en passionsblomsväxtart som beskrevs av José Jéronimo Triana och Planch.. Passiflora sphaerocarpa ingår i släktet passionsblommor, och familjen passionsblomsväxter. Inga underarter finns listade i Catalogue of Life.